# Axminster (stacja kolejowa)
Axminster – stacja kolejowa w mieście Axminster w hrabstwie Devon na linii kolejowej West of England Main Line. Stacja bez sieci trakcyjnej. W przeszłości była stacją węzłową z odgałęzieniem do Lyme Regis.

## Ruch pasażerski
Stacja obsługuje 303 842 pasażerów rocznie (dane za okres od kwietnia 2021 do marca 2022). Posiada bezpośrednie połączenia z Londynem, Salisbury i Exeterem. Pociągi odjeżdżają ze stacji co godzinę w każdą stronę.

## Obsługa pasażerów
Automaty biletowe, przystanek autobusowy, postój taksówek, bar.